# Antipas de Pérgamo
San Antipas es un santo y mártir cristiano, que se cree es citado en el Apocalipsis 2:13 como el "fiel mártir" de Pérgamo. "Yo conozco tus obras, y dónde moras, donde está el trono de Satanás; pero retienes mi nombre, y no has negado mi fe, ni aun en los días en que Antipas mi testigo fiel fue muerto entre vosotros, donde mora Satanás." Según la tradición, Juan el Apóstol ordenó a Antipas obispo de Pérgamo durante el reinado del emperador Domiciano. La tradición dice que Antipas fue martirizado en 92, siendo quemado sobre brasas ardientes, dentro de un toro de bronce. 
Existe la tradición de que las reliquias de San Antipas exudan aceite (maná de los santos). En el santoral se señala el 11 de abril para su festividad. 